# The Creative Assembly
The Creative Assembly Limited (denumire comercială: Creative Assembly) este un dezvoltator de jocuri video britanic cu sediul în Horsham, fondat în 1987 de Tim Ansell. În primii săi ani, compania a lucrat la porturi de jocuri pentru MS-DOS de la platformele Amiga și ZX Spectrum, mai târziu lucrând cu Electronic Arts să producă o varietate de jocuri sub marca EA Sports. În 1999, compania a avut resurse suficiente să încerce un proiect nou și original, procedând să dezvolte jocul de strategie pe calculator Shogun: Total War care a fost un succes comercial și critic, și este considerat un joc de strategie de referință. Titluri ulterioare în seria Total War au fost construite pe succesul lui Shogun: Total War, mărind succesul critic și comercial al companiei.
În martie 2005, Creative Assembly a fost achiziționat de Sega și a devenit parte a Sega Europe. Un braț australian a fost deschis la Fortitude Valley, Queensland ca Sega Studios Australia. Sub Sega, mai multe titluri Total War au fost dezvoltate, și Creative Assembly a intrat pe piața consolelor cu jocuri de acțiune-aventură precum Spartan: Total Warrior, Viking: Battle for Asgard și Alien: Isolation.

## Games developed
| An     | Titlu                                    | Platform(e) |
| ------ | ---------------------------------------- | --- |
| 1989   | Blood Money                              | MS-DOS |
| 1989   | Baal                                     | MS-DOS |
| 1989   | Stunt Car Racer                          | MS-DOS |
| 1990   | Infestation                              | MS-DOS, FM Towns |
| 1990   | Stryx                                    | MS-DOS |
| 1993   | FIFA International Soccer                | MS-DOS |
| 1994   | Microcosm                                | MS-DOS |
| 1994   | Rugby World Cup '95                      | MS-DOS |
| 1996   | ARL 96                                   | MS-DOS, Windows |
| 1996   | International Rugby League               | MS-DOS, Windows |
| 1997   | AFL 98                                   | Windows |
| 1998   | AFL 99                                   | Windows |
| 1999   | ICC Cricket World Cup 99                 | Windows |
| 2000   | Shogun: Total War                        | Windows |
| 2000   | Rugby                                    | Windows, PlayStation 2                                                                                                |
| 2001   | Shogun: Total War: The Mongol Invasion   | Windows |
| 2002   | Medieval: Total War                      | Windows |
| 2003   | Medieval: Total War: Viking Invasion     | Windows |
| 2004   | Rome: Total War                          | Android, iOS, macOS, Windows                                                                                          |
| 2005   | Rome: Total War: Barbarian Invasion      | macOS, Windows |
| 2005   | Spartan: Total Warrior                   | GameCube, PlayStation 2, Xbox                                                                                         |
| 2006   | Rome: Total War: Alexander               | macOS, Windows |
| 2006   | Medieval II: Total War                   | Linux, macOS, Windows                                                                                                 |
| 2007   | Medieval II: Total War: Kingdoms         | Linux, macOS, Windows                                                                                                 |
| 2008   | Viking: Battle for Asgard                | Windows, PlayStation 3, Xbox 360                                                                                      |
| 2009   | Empire: Total War                        | Linux, macOS, Windows                                                                                                 |
| 2009   | Stormrise                                | Windows, PlayStation 3, Xbox 360                                                                                      |
| 2010   | Napoleon: Total War                      | macOS, Windows |
| 2010   | Sonic Classic Collection                 | Nintendo DS |
| 2011   | Total War: Shogun 2                      | Linux, macOS, Windows                                                                                                 |
| 2012   | Total War: Shogun 2: Fall of the Samurai | Linux, macOS, Windows                                                                                                 |
| 2012   | Total War Battles: Shogun                | Android, iOS |
| 2012   | London 2012                              | Windows, PlayStation 3, Xbox 360                                                                                      |
| 2013   | Total War: Rome II                       | macOS, Windows |
| 2014   | Alien: Isolation                         | Linux, macOS, Windows, PlayStation 3, PlayStation 4, Xbox 360, Xbox One, Nintendo Switch, Android, iOS, Amazon Luna   |
| 2015   | Total War: Attila                        | Linux, macOS, Windows                                                                                                 |
| 2015   | Total War: Arena                         | Windows |
| 2016   | Total War: Warhammer                     | Linux, macOS, Windows                                                                                                 |
| 2017   | Halo Wars 2                              | Windows, Xbox One |
| 2017   | Total War: Warhammer II                  | Linux, macOS, Windows                                                                                                 |
| 2018   | Total War Saga: Thrones of Britannia     | Linux, macOS, Windows                                                                                                 |
| 2019   | Total War: Three Kingdoms                | Linux, macOS, Windows                                                                                                 |
| 2020   | Total War Saga: Troy                     | macOS, Windows |
| 2022   | Total War: Warhammer III                 | Linux, macOS, Windows                                                                                                 |
| 2023   | Total War: Pharaoh                       | macOS, Windows |
| VFA    | Continuare fără nume a Alien: Isolation  | VFA |
| Anulat | Hyenas                                   | Plănuit inițial pentru Windows, PlayStation 4, PlayStation 5, Xbox One and Xbox Series X/S, anulat în septembrie 2023 |